# Amphoropsyche spinifera
Amphoropsyche spinifera är en nattsländeart som beskrevs av Ralph W. Holzenthal 1986. Amphoropsyche spinifera ingår i släktet Amphoropsyche och familjen långhornssländor. Inga underarter finns listade i Catalogue of Life.